# Oostenrijkse parlementsverkiezingen 1995
De zestiende verkiezingen van de Nationalrat, het parlement van Oostenrijk, vonden op 17 december 1995 plaats. De - vervroegde - verkiezingen werden gewonnen door de Sozialdemokratische Partei Österreichs (SPÖ) van bondskanselier Franz Vranitzky.

## Achtergrond
De nieuwe vicekanselier, Wolfgang Schüssel, die in mei 1995 Erhard Busek was opgevolgd, probeerde de positie van zijn partij, de Österreichische Volkspartei (ÖVP), te versterken door zich krachtig te profileren. Dit leidde als spoedig tot een gespannen situatie binnen de coalitie, zeker toen Schüssel aanvullende eisen stelde met betrekking tot de begroting. Onderhandelingen over de begroting van 1996 liepen in oktober 1995 vast en er werd besloten om vervroegde verkiezingen te houden.
| Voornaamste partijen die deelnamen aan de verkiezingen | Voornaamste partijen die deelnamen aan de verkiezingen | Voornaamste partijen die deelnamen aan de verkiezingen |
| Partijnaam                                             | Afkorting                                              | Ideologische richting                                  |
| ------------------------------------------------------ | ------------------------------------------------------ | ------------------------------------------------------ |
| Österreichische Volkspartei                            | ÖVP                                                    | christendemocratie, liberaal conservatisme             |
| Sozialdemokratische Partei Österreichs                 | SPÖ                                                    | sociaaldemocratie, democratisch socialisme             |
| Freiheitliche Partei Österreichs                       | FPÖ                                                    | liberaal conservatisme, nationaal liberalisme          |
| Die Grünen - Die Grüne Alternative                     | GRÜNE                                                  | groene politiek                                        |
| Liberales Forum                                        | LIF                                                    | klassiek liberalisme                                   |

## Uitslag
De tactiek van de ÖVP om zich meer te profileren t.o.v. de SPÖ was niet erg succesvol te noemen: hoewel de partij er procentueel iets op vooruit ging, vertaalde zich dit niet in zetelwinst. De SPÖ van bondskanselier Vranitzky boekte echter 6 zetels winst ten opzichte van de parlementsverkiezingen van een jaar eerder. De rechts-populistische Freiheitliche Partei Österreichs (FPÖ) van Jörg Haider die sinds 1966 geen verkiezing meer had verloren, en vooral sinds het aantreden van Haider grote triomfen had geboekt, moest bij deze verkiezingen één zetel inleveren. Verlies was er ook voor de Die Grünen en Liberales Forum die respectievelijk 4 en 1 zetels moesten inleveren.
| Partijen | Partijen                                     | Stemmen   | Percentage | Zetels | Verschil |
| --- | -------------------------------------------- | --------- | ---------- | ------ | -------- |
| | Sozialdemokratische Partei Österreichs (SPÖ) | 1.843.474 | 38,06%     | 71     | 6        |
| | Österreichische Volkspartei (ÖVP)            | 1.370.510 | 28,29%     | 52     | 0        |
| | Freiheitliche Partei Österreichs (FPÖ)       | 1.060.377 | 21,89%     | 41     | 1        |
| | Liberales Forum (LIF)                        | 267.026   | 5,51%      | 10     | 1        |
| | Die Grüne Alternative (GRÜNE)                | 233.208   | 4,84%      | 9      | 4        |
| | Overige partijena                            | 69.578    | 1,44%      | —      | —        |
| | Ongeldige stemmen/ blanco stemmen            | 115.282   | —          | —      | —        |
| (opkomst 85,98%) | (opkomst 85,98%)                             | 4.959.455 | 100%       | 183    |          |
| a Bürgerinitiative Nein zur EU - Austritt jetzt (NEIN), Kommunistische Partei Österreichs (KPÖ), Österreichische Naturgesetzpartei (ÖNP) en Die Beste Partei - Reinhard Eberhart (DBP) |                                              |           |            |        |          |

## Coalitievorming
Na de verkiezingen waren SPÖ en ÖVP wederom op elkaar aangewezen om een nieuwe, Große Koalition ("Grote Coalitie"), te vormen. Vranitzky bleef bondskanselier en Schüssel vicekanselier. Op 12 maart 1996 trad het kabinet-Vranitzky V aan.
Franz Vranitzky maakte op 28 januari 1997 als bondskanselier plaats voor partijgenoot Viktor Klima die het kabinet-Klima formeerde.

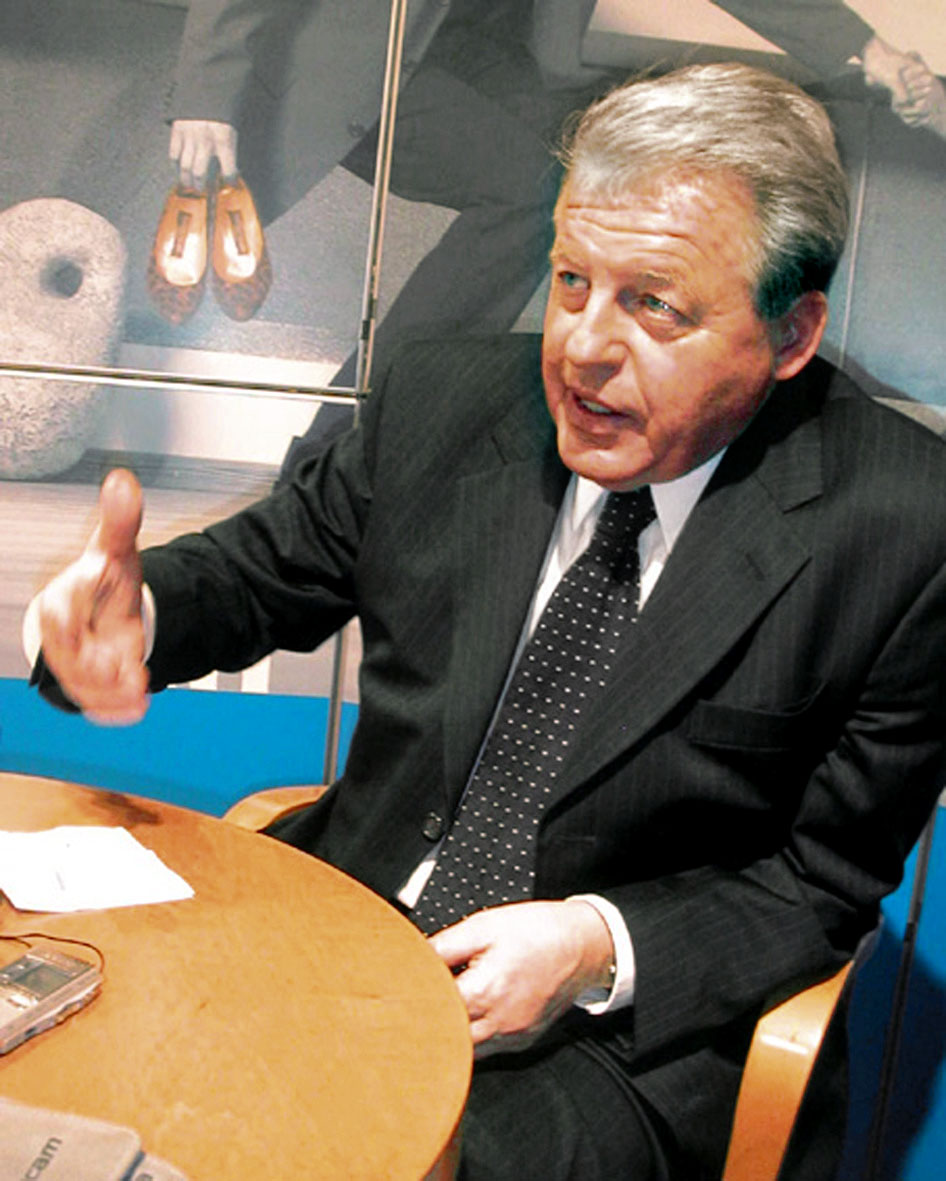
Bondskanselier Franz Vranitzky (SPÖ)
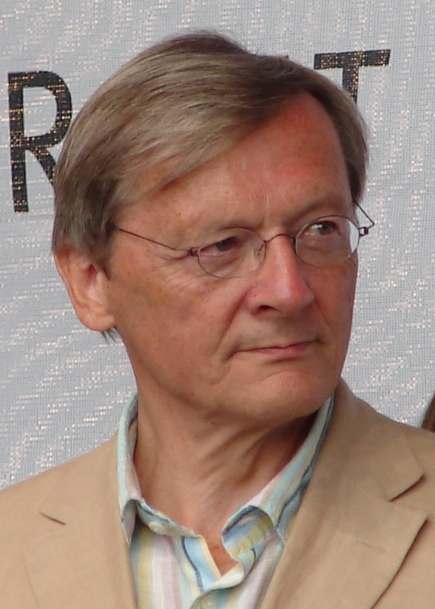
Vicekanselier Wolfgang Schüssel (ÖVP)